# Puebla de Obando
Puebla de Obando é um município da Espanha na comarca de Tierra de Mérida - Vegas Bajas, província de Badajoz, comunidade autónoma da Estremadura, de área 23,6 km². Em 2021 tinha 1 839 habitantes (densidade: 77,9 hab./km²).
É o sexto município de Espanha com mais de mil habitantes com menor taxa de renda bruta declarada, apenas 11 898 euros por ano por habitante

## Demografia
| Variação demográfica do município entre 1991 e 2016 [carece de fontes?] | Variação demográfica do município entre 1991 e 2016 [carece de fontes?] | Variação demográfica do município entre 1991 e 2016 [carece de fontes?] | Variação demográfica do município entre 1991 e 2016 [carece de fontes?] | Variação demográfica do município entre 1991 e 2016 [carece de fontes?] |
| ----------------------------------------------------------------------- | ----------------------------------------------------------------------- | ----------------------------------------------------------------------- | ----------------------------------------------------------------------- | ----------------------------------------------------------------------- |
| 1991                                                                    | 1996                                                                    | 2001                                                                    | 2004                                                                    | 2016                                                                    |
| 2135                                                                    | 2020                                                                    | 2062                                                                    | 2026                                                                    | 1872                                                                    |